# Love (filme de 2015)
Love (Brasil: Love ) é um filme 3D francês, do gênero drama erótico, escrito e dirigido pelo cineasta franco-argentino Gaspar Noé. Lançado em 2015, é estrelado por Karl Glusman, Aomi Muyock e Klara Kristin. Foi selecionado para o Festival de Cannes 2015, onde concorreu ao Queer Palm.

## Elenco
- Karl Glusman como Murphy
- Aomi Muyock como Electra
- Klara Kristin como Omi
- Gaspar Noé como Art Gallery Owner
- Frank Wiess como o Principal
- Norman Jacques